# Divaldo Medrado
Divaldo Medrado (Joaíma, 1921) é um ex-combatente da Força Expedicionária Brasileira, integrando o 11º Regimento de Infantaria.
Ingressou como voluntário no Exército Brasileiro, juntando-se ao 10º Regimento de Infantaria em Belo Horizonte, em março de 1942. Em setembro do mesmo ano foi promovido à graduação de cabo e, um ano mais tarde, a 3º Sargento. Em 1944, foi transferido para o 11º RI, com o qual seguiria para terras italianas a bordo do navio americano Gen Meighs. Na Itália, foi ferido em combate por uma rajada de metralhadora.

## Condecorações
- Cruz de Combate de 1ª Classe,
- Medalha Sangue do Brasil,
- Medalha de Campanha,
- Medalha de Guerra.